# دار بريل للنشر

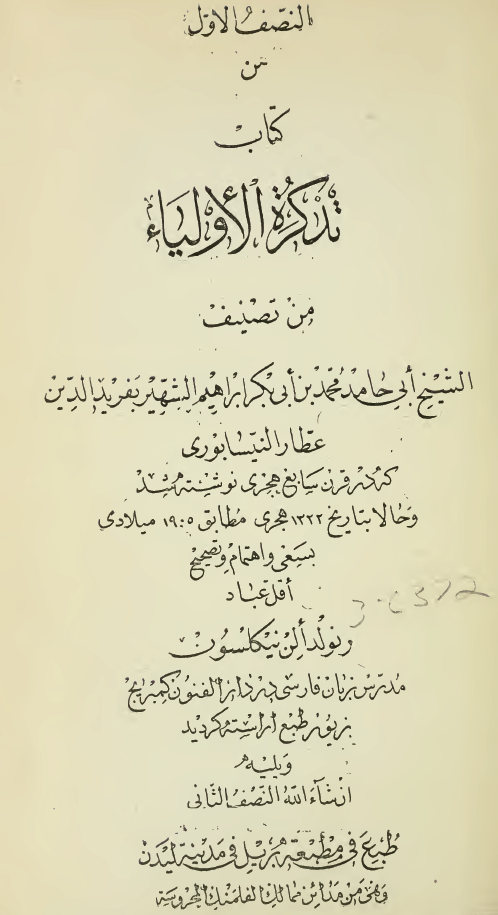
تذكرة الأولياء - مطبعة بريل، 1322 هـ / 1905 م.

دار بريل للنشر هي مؤسسة نشر عريقة من أقدم المطابع الأوروبية حيث تأسست في مدينة ليدن الهولندية سنة 1683 م. لها مكاتب في ليدن وفي بوسطن بالولايات المتحدة وطوكيو باليابان.
تساهم الدار في إصدار نحو 100 مجلة علمية أكاديمية و 500 عنوان جديد سنويا. كما أن بريل كانت من أوائل دور النشر الأجنبية التي طبعت بالحروف العربية.